# Leptothorax violaceus
Leptothorax violaceus är en myrart som först beskrevs av Mann 1924.  Leptothorax violaceus ingår i släktet smalmyror, och familjen myror. Inga underarter finns listade i Catalogue of Life.